# Limnephilus tibeticus
Limnephilus tibeticus är en nattsländeart som beskrevs av Schmid 1966. Limnephilus tibeticus ingår i släktet Limnephilus och familjen husmasknattsländor. Inga underarter finns listade i Catalogue of Life.